# Radio en Venezuela

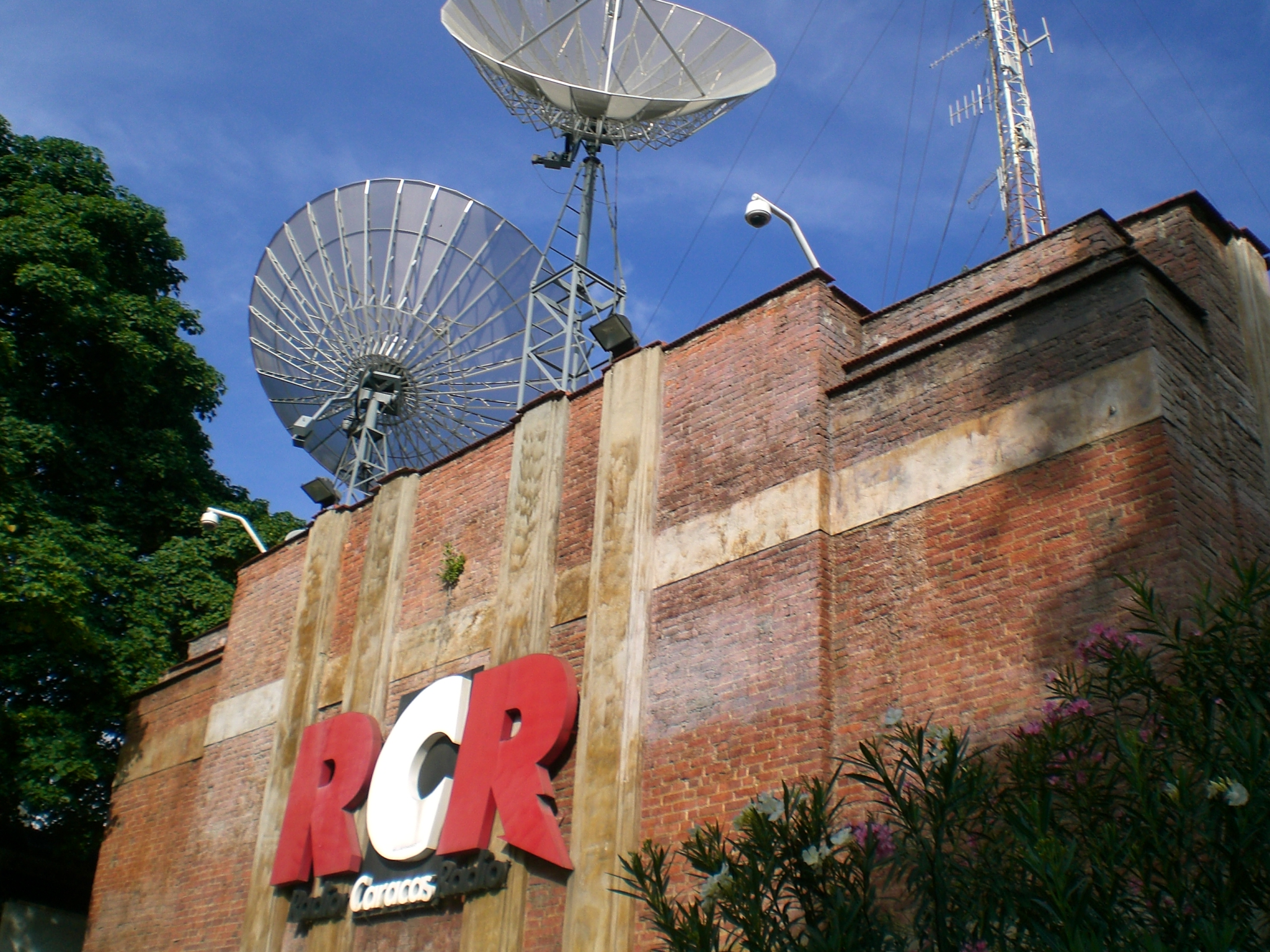
Edificio de Radio Caracas Radio.

La radio en Venezuela es uno de los principales medios de comunicación de ese país. Existen en el país estaciones de radio públicas, privadas y comunitarias. 

## Historia

### Inicios
El 23 de mayo de 1926 comienza a transmitir en Caracas en amplitud modulada la primera emisora de radio venezolana, identificada con las siglas AYRE. Entre los promotores de AYRE estaban el coronel Arturo Santana y Roberto Scholtz, director de la estación. Su primer locutor es Alberto Mûller quien hizo la primera transmisión en vivo.
AYRE tuvo el respaldo de José Vicente Gómez, hijo del presidente Juan Vicente Gómez. La programación de AYRE se basaba en la lectura de noticias de los diarios caraqueños, humor y música que podía ser en vivo o en discos. AYRE fue clausurada en 1928 como consecuencia de la protesta estudiantil ocurrida en Caracas.
El 11 de diciembre de 1930 el Grupo 1BC funda la emisora YVIBC ( fundada por William H. Phelps ) como 1 Broadcasting Caracas (1BC)  la cual trasmitía una programación similar aunque más planificada que AYRE, contaba con mucho más presupuesto que la anterior y su programación se extendía casi hasta la media noche, en esta emisora se estrenó el género de dramáticos en Venezuela, en 1935 se transforma en Radio Caracas Radio. A partir del 6 de junio de 1934 con la creación de La Voz de Carabobo comienzan a fundarse emisoras en las principales ciudades de Venezuela. Le siguieron Ondas Populares el 10 de febrero de 1935, Emisoras Unidas el 16 de febrero de 1935, y La Voz del Táchira (hoy Radio Táchira) el 15 de noviembre de 1935. En 1936 se aprueba el primer marco regulatorio para la radio y en 1940 es derogado por la Ley de Telecomunicaciones durante el gobierno de Eleazar López Contreras.
La masificación de la radio ya era un hecho o al menos en Caracas en la década de los cuarenta, surgen programas como El Galerón Premiado o La Familia Buchipluma que tienen buenos niveles de aceptación. Amador Bendayan conduce  Álbum estelar de "La voz de la Philco"  hasta 1949, cuando formó pareja con el actor cubano Abel Barrios para hacer el programa "El Bachiller y Bartolo", aún recordado como el espacio humorístico de radio más popular en Venezuela en su época. El béisbol y el boxeo comenzaban a transmitirse por la radio y aparecen las radionovelas cubanas. La dictadura de Marcos Pérez Jiménez impide la transmisión de radionovelas ya que algunas de ellas tenían un fuerte contenido social, entre las que fueron prohibidas se encontraban Divorciadas, Mujeres en mi vida, El dolor de ser pobre y Los hijos del pecado.
La radio se vio en peligro cuando aparece la televisión venezolana en 1952, muchas de las empresas preferían no invertir en el sector por la disminución de la audiencia.

### Estaciones juveniles
El 23 de septiembre de 1968 es lanzada en Caracas la primera emisora venezolana dirigida al público joven: Radio Capital.  Posteriormente otra estaciones como Éxitos 1090 y Caracas 750, Dinamica Network siguen la misma estrategia de Radio Capital.
En la década de los setenta la radio se había logrado recuperar debido al uso de radio en vehículos.

### Frecuencia modulada
La primera emisora en Frecuencia modulada (FM) que emitió su señal en el país es la Emisora Cultural de Caracas el 1 de enero de 1975. En 1983 sale al aire La Voz de Maraven desde la refinería Cardón, en el estado Falcón. En 1988 nacen en Caracas las primeras FM comerciales: Éxitos 107.3 (1 de julio de 1988), Kys 101.5 (26 de octubre de 1988) en Maracaibo la primera emisora FM es OK 101.3 FM que salió al aire en el mes de octubre de 1991  y Mundial FM 103.3 (actualmente Radiorama Stereo 103.3). En Valencia, la primera estación en FM fue Radio Latina 99.1 MHz.

## Circuitos radiales
Existen circuitos o cadenas radiales cuya sede central se encuentra en Caracas y abarcan varias ciudades del interior del país. Cada circuito está segmentado de acuerdo a la edad y al nivel socioeconómico de la audiencia a la que se dirige. Los estilos predominantes son popular (Reguetón, bachata, salsa y merengue), juvenil (pop, reguetón, hip hop y rock) y adulto contemporáneo (balada pop, rock en inglés y en español).
Circuitos Radiales 
Circuito Radial de Ampitud Modular.
Circuito Radial de Frecuencia Modular.
El Estado venezolano posee cuatro circuitos radiales de cobertura nacional: 
- Circuito Radio Nacional de Venezuela

- Sistema Radio Mundial

- Tiuna FM (perteneciente a las FANB)

- Circuito Radial PDVSA.

Entre los circuitos privados más importantes del país están:
Circuito X
Estilo musical (Top 40 – Pop/Urbano en inglés y español) y programación dedicada al entretenimiento.
Las emisoras que conforman el circuito son:
- Caracas: 89.7
- Guarenas/Guatire: 94.7
- Valencia: 102.7 (anteriormente Original 102.7)
- Puerto La Cruz: 90.5
- Maracaibo: 99.1
- Barquisimeto: 105.3

Circuito Líder
Estilo musical (Top 40 - Anglo Pop). 
Las emisoras que conforman el circuito son:
- Caracas 94.9
- Puerto La Cruz 100.5
- Puerto Ordaz 100.3
- San Cristóbal 91.1
- Mérida 92.3
- Barquisimeto 94.9
- El Vigía 100.1
- Valencia 106.7 (anteriormente Música 106)

Circuito OYE FM
Estilo musical (Top 40 - Pop/Urbano). 
Las emisoras que conforman el circuito son:
- Maturín: 106.7 FM
- Margarita: 93.5 FM
- Valle La Pascua 95.1
- Guarenas-Guatire: 95.7 FM
- San Fernando de Apure: 106.7 FM

Circuito Unión Radio
Dedicado a programas informativos y de opinión. 
Tiene como eslogan "Todo el tiempo en todas partes". 
Las emisoras que conforman el circuito son:
- Caracas: 90.3 FM (Emisora Matriz)
- Puerto La Cruz: 93.7 FM
- Barquisimeto: Radio Lara 870 AM - 102.3 FM
- San Cristóbal: Radio Noticias 1.060 AM
- Cojedes: Class 98.7 FM
- Falcón: A1 Radio 95.7 FM
- Puerto Ordaz: 88.1 FM
- Margarita: Señal 94.9 FM

Circuito Éxitos
Dedicado a la música de los años 70, 80 y 90 con programas de información y opinión. 
Tiene como eslogan "Sonidos en Primera Fila".
Las emisoras que conforman el circuito son:
- Caracas: 99.9 FM (Emisora Matriz)
- Puerto Ordaz: 90.5 FM
- Maracay: 93.1 FM
- Maracaibo: 89.7 FM
- Barquisimeto: Fama 98.1 FM
- Mérida: 100.9 FM
- San Cristóbal: 103.1 FM
- Puerto La Cruz: 95.3 FM
- El Vigía: 96.5 FM
- Maturín: 90.9 FM
- Porlamar: 99.7 FM

Circuito Mega
Dedicado a la música Pop-Rock y programas de tipo juvenil, mixtos y recreativos. 
Tiene como eslogan "Donde Sea"
Las emisoras que conforman el circuito son:
- Caracas: 107.3 FM (Emisora Matriz)
- Valencia: 95.7 FM
- Maracay: 96.5 FM
- Puerto Ordaz: 88.9 FM
- Maracaibo: 99.7 FM
- Mérida: 91.1 FM
- Barquisimeto: 103.3 FM
- Barinas: 97.7 FM
- Puerto La Cruz: 100.9 FM
- Porlamar: 91.9 FM
- San Cristóbal: 102.1 FM
- Coro y Punto Fijo: 99.5 FM

Circuito Onda
Dedicado a la música Adulto Contemporáneo en español con programas de información. 
Tiene como eslogan "La Superestación".
Las emisoras que conforman el circuito son:
- Caracas: 107.9 FM (Emisora Matriz)
- Barquisimeto: 104.5 FM
- Puerto La Cruz: 91.5 FM
- Maracaibo: 107.3 FM
- Ciudad Bolívar: 103.5 FM
- La Guaira: Turismo 105.5 FM
- Acarigua: 90.3 FM
- Mérida: 105.3 FM
- Maturín: 96.3 FM
- Porlamar: 105.1 FM
- Valencia: 100.9 FM (anteriormente Stereo Tip 100.9)
- San Juan de los Morros: 98.5 FM

Circuito RUMBA FM
Estilo musical actual Latino.
Las emisoras que conforman el circuito son:
- Guayana: 98.1 FM
- Barquisimeto: 100.1 FM
- Margarita: 104.3 FM
- Maturín: 98.9 FM
- Anzoátegui: 104.9 FM (Antigua Ultra Estéreo)
- Ciudad Bolívar: Rumba 100.3 FM (Antigua Sol)
- Maracaibo: 92.5 FM (Antigua Romántica)
- Maracay: 105.1 FM (Antigua Festiva)
- Caracas: 105.3 (Planeta FM)

Circuito Ven FM
Música Latina, Pop Juvenil.
Las emisoras que conforman el circuito son:
- Valera: 89.7 FM
- El Tigre: 98.9 FM
- Barquisimeto: 107.9 FM
- Mérida: 94.3 FM
- Costa Oriental: 89.3 FM
- Barina: 104.7 FM
- Acarigua: 106.9 FM

Otros circuitos radiales son:
- Circuito Pop FM.

- Circuito Clásicos FM

- Circuito Radial Continente.

## Día de la radiodifusión
El Día de la radiodifusión en Venezuela se celebra cada 6 de junio, en conmemoración del inicio de transmisiones de la estación "AYRE" en 1926, aunque existe la polémica de su celebración el 23 de mayo, es a partir del 6 de junio de 1934 tras la creación de La Voz de Carabobo, que comienzan a fundarse emisoras en las principales ciudades de Venezuela.

## Gremios
La Cámara Venezolana de la Industria de la Radiodifusión (Camradio) es una asociación civil sin fines de lucro fundada el 17 de abril de 1950. Camradio agrupa a buena parte de las estaciones privadas del país. 
Las radios del Estado venezolano forman parte del Sistema Bolivariano de Comunicación e Información (SiBCI).

## Radioemisoras en Venezuela
Circuito de Center de Amplitud Modulada.
Circuito de Center Frecuencia Modulada.